# Homosexualität in Guyana

Guyana

Homosexualität ist in Guyana illegal. Das Land ist das einzige in Südamerika, das noch homosexuelle Handlungen unter Strafe stellt.

## Gesetzeslage

Gesetzeslage zu gleichgeschlechtlichen Ehen und Partnerschaften in Südamerika
Gleichgeschlechtliche Ehe
Eingetragene Partnerschaft
Keine Anerkennung
Verfassungsverbot gleichgeschlechtlicher Ehen
Homosexuelle Handlungen illegal

Während lesbische Kontakte straffrei sind, werden schwule Kontakte in Guyana nach § 352 des Criminal Law (Offences) Act als „grobe Unzucht“ von einem Mann mit einem anderen Mann, entweder öffentlich oder privat, mit Freiheitsstrafe bis zu 2 Jahren bestraft. Für versuchten Analverkehr beträgt die Strafe 10 Jahre, für vollzogenen Analverkehr ist eine lebenslange Freiheitsstrafe nach §§ 353–354 möglich.
Gleichgeschlechtliche Paare werden staatlicherseits nicht anerkannt. In Guyana ist weder eine gleichgeschlechtliche Ehe noch eine eingetragene Partnerschaft gesetzlich zugelassen. Ein Antidiskriminierungsgesetz zum Schutz der sexuellen Orientierung existiert nicht.
Amnesty International hat das Land in seinen jährlichen Menschenrechtsberichten angemahnt, vor allem wegen der lebenslangen Freiheitsstrafen für Schwule sowie häufig auch deren Missbrauch von staatlicher Seite.
Das Parlament hält jedoch an dem Gesetz fest, denkt aber zugleich über ein Antidiskriminierungsgesetz nach, das unter anderem vor Diskriminierungen aufgrund der sexuellen Identität schützen soll.
Im Januar 2001 billigte das Parlament einstimmig eine Änderung der Verfassung, die ein (teilweises) Verbot von Diskriminierung aus Gründen der sexuellen Orientierung vorsah. Die Bemühungen religiöser Führer vor den Wahlen im März 2001 brachten Präsident Jagdeo dazu, seine Zustimmung zu versagen. Der ehemalige UN-Generalsekretär Kofi Annan sagte im November 2010, dass die ehemaligen Kolonien in der Karibik (einschließlich Guyana) noch „diskriminierende Gesetze haben und homophobe Praktiken herrschen, die verhindern, dass homosexuelle Männer Zugriff auf die Gesundheitsdienste haben“ und forderte die Aufhebung dieser Bestimmungen.
Die Regierung kündigte im April 2012 an, Konsultationen über die Aufhebung der Anti-Homosexuellen-Gesetze aus der britischen Kolonialzeit aufzunehmen und homosexuelle Handlungen zu entkriminalisieren. Religiöse Gruppen haben aber bereits ihren Widerstand gegen jegliche Änderungen in den Gesetzen zum Ausdruck gebracht.

## Stellung der Kirchen zu Homosexualität, HIV und Prävention
Im Land existieren zahlreiche Religionen, die zwar vielfach gegensätzliche Positionen einnehmen, aber sich in Bezug auf Verfolgung und Unterdrückung homosexueller Lebensweisen einig sind. Gegenwärtig gibt es in Guyana keine Kirche oder Religionsgemeinschaft, die die Rechte Homosexueller oder Transgender unterstützt. Im Bestreben, die viktorianischen Gesetze aus dem 19. Jahrhundert zu erhalten, haben (im Gegensatz zu Europa) die evangelischen Kirchen besonders ablehnende Haltungen zur Homosexualität, die darin eine „unakzeptable unnatürliche Sünde“ sehen. Sie werden dabei von Vertretern des Islam unterstützt, der Homosexualität als „sexuelle Perversion“ ablehnt. Die katholische Kirche in Guyana und die hinduistischen Vertreter zeigen sich einigen Reformbestrebungen gegenüber offener, wogegen die meisten Protestanten gegen eine Verfassungsänderung sind.
Bezüglich HIV und AIDS stellen fast alle Vertreter fest, wie wichtig Mitgefühl und Unterstützung für die Infizierten sind, und abgesehen vom islamischen Vertreter Kerry Arthur (Central Islamic Organisation of Guyana), der für eine Isolation nach kubanischem Muster ist, wollen sie diese auch in den ihnen angeschlossenen Institutionen gewähren. Bei der Frage bezüglich Prävention gaben die verschiedenen Religionsführer wieder Zeugnis davon, welche Möglichkeiten der Liberalisierung des Landes und zukünftigen Reformen von ihnen zu erwarten sind. Bischof Randolph George (Anglican Church in Guyana) gab im Januar 2006 Auskunft in einem Interview: “the church would not advocate the use of condoms as a form of protection from HIV. Should married persons want to use condoms it would be their decision, but … the Anglican Church would not advocate condom use to young people.” (deutsch: „die Kirche würde die Verwendung von Kondomen als eine Form des Schutzes vor HIV nicht befürworten. Sollten verheiratete Personen Kondome nutzen wollen, sei es ihre Entscheidung sie zu verwenden, aber … die Anglikanische Kirche würde die Verwendung von Kondomen durch Jugendliche nicht befürworten.“) Dem Vertreter der römisch-katholischen Kirche geht das nicht weit genug. Bischof Francis Alleyne erklärt zur Vorbeugung vor Unzucht oder Ehebruch niemals zum Gebrauch von Kondomen zu raten (“nevertheless it will never advise the use of condoms at any time.”)